# Pterygioteuthis microlampas
Pterygioteuthis microlampas är en bläckfiskart som beskrevs av Berry 1913. Pterygioteuthis microlampas ingår i släktet Pterygioteuthis och familjen Pyroteuthidae. Inga underarter finns listade i Catalogue of Life.